# 오노정 (히로시마현)
오노정(大野町)은 히로시마현 사에키군에 존재했던 정이다. 2005년 11월 3일 오노세토에 인접한 사에키군 미야지마정과 함께 하쓰카이치시에 편입합병되고 소멸하였다.

## 역사
- 1894년 4월 1일 - 정촌제 시행으로 사에키군 오노촌이 성립하였다.
- 1950년 4월 1일 - 정으로 승격해 오노정이 되었다.
- 2005년 11월 3일 -  오노세토를 사이에 두고 인접한 사에키군 미야지마정과 함께! 하쓰카이치시에 편입되어 사에키군과 함께 소멸하였다.

## 교통

### 철도
- 서일본 여객철도 산요 본선
- 히로시마 전철 미야지마 선

### 도로
- 국도 2호선
- 국도 제433호선 (일본)(일본어판)